# Sinea diadema
Sinea diadema är en insektsart som först beskrevs av Fabricius 1776.  Sinea diadema ingår i släktet Sinea och familjen rovskinnbaggar. Inga underarter finns listade i Catalogue of Life.